# Vicente Guerrero, Carlos A. Carrillo
Vicente Guerrero är en ort i Mexiko.   Den ligger i kommunen Carlos A. Carrillo och delstaten Veracruz, i den sydöstra delen av landet, 400 km öster om huvudstaden Mexico City. Vicente Guerrero ligger 9 meter över havet och antalet invånare är 355.
Terrängen runt Vicente Guerrero är mycket platt. Runt Vicente Guerrero är det ganska glesbefolkat, med 34 invånare per kvadratkilometer. Närmaste större samhälle är Carlos A. Carrillo, 5,3 km sydväst om Vicente Guerrero. Trakten runt Vicente Guerrero består till största delen av jordbruksmark.